# Atilio Supparo
 Atilio Supparo  (Uruguay, 26 de abril de 1871 - Buenos Aires, 22 de abril de 1942) fue un escritor, poeta, bailarín, director de teatro y actor de teatro y cine. Respecto del lugar de nacimiento algunas fuentes lo dan en Montevideo, otras en Salto y otras en San José.

## Primeros años
Fue un escritor intuitivo, un poeta que cultivó la poesía campera, un director de teatro con felices aciertos y, sobre todo un hombre noble valiente e inspirado. Su padre, químico farmacéutico, que era el cónsul de Italia en el Uruguay, lo envió junto a su hermano a Italia donde permaneció entre los 10 y los 14 años. Estudió griego y latín, leía mucho en italiano, traducía trozos de La Divina Comedia al latín y otros textos de Dante al español. A los 16 años, de regreso a su país, comenzó a trabajar en un comercio y luego en el Banco Italiano;  en esos años empezó a surgir el poeta y el aficionado al teatro. En este último campo frecuentaba las representaciones de Ermete Novelli, Eleonora Duse,  Tina Di Lorenzo, Jacinta Pezzana y de los hermanos Podestá. Comenzó a dirigir teatro a los 18 años en un tabladillo armado en una casa de familia, para personas amigas, luego renunció a su empleo y trabajó con su hermano en actividades agropecuarias para, un año después, viajar a Buenos Aires. 

## Su actividad en el teatro
Allí  se acercó a los Podestá, concurría a las lecturas, presenciaba los ensayos, hacía observaciones e indicaciones, hasta que en 1901 Pepe Podestá lo incorporó como consejero, asesor y secretario. En 1905 dirigió en el Teatro Apolo los estrenos de dos clásicos de Florencio Sánchez,  Barranca abajo y Los muertos, y uno de Martín Coronado, La piedra del escándalo.
La obra Barranca abajo se representó con un elenco de excepción:  Pablo Podestá, Pepe Podestá, Lea Conti, Herminia Mancini, Blanca Vidal, Olinda Bozán, Rosa Bozán, María Broda, Humberto Scotti, Pascual Torterolo, Totón Podestá, Juan Farías. En los años siguientes dirigió a Pablo Podestá hasta 1909. También dirigió a Roberto Casaux en 1911 en la temporada del Teatro Argentino y a Francisco Ducasse.
Por encargo de Carlos Dodero se encargó de la construcción del Teatro Vera en Corrientes y en 1914 viajó a Montevideo para hacerse cargo de la Escuela Experimental de Arte Dramático que había fundado tres años antes –y dirigía desde entonces- Jacinta Pezzana. Pese a que en el teatro de esa época reinaba el estilo de Sarah Bernhardt con su ampulosa declamación, Pezzana impuso en su academia el naturalismo. Ella era una soñadora, una socialista romántica, que anhelaba crear un teatro con entrada gratis para todo el mundo, a fin de que los hombres aprendieran en él su destino de libertad. Luego de terminar las clases del día, los alumnos —que percibían del Estado uruguayo un pequeño sueldo, para que pudieran dedicarse totalmente al teatro— formaban una pequeña compañía. En la Escuela, además de lo mejor del teatro rioplatense, el repertorio comprendía obras de Jacinto Benavente, de los hermanos Álvarez Quintero, Sacha Guitry, Linares Rivas, entre otros. De esa escuela salieron profesionales del teatro como Carmen Méndez, Humberto Nazzari, Ricardo Passano, Francisco Mastandrea, Orestes Caviglia, Gloria Ferrandiz y Domingo Sapelli. Al retirarse Pezzana, Atilio Supparo formó con sus estudiantes y con actores argentinos, uruguayos y españoles, un enorme elenco de cuarenta personas, entre actores y cantantes, con predominio de los argentinos: la Compañía Rioplatense de Comedias. Se hacían comedias, sainetes y piezas musicales.
Supparo estuvo siete años al frente de la institución y luego regresó a Buenos Aires. Pascual Carcavallo lo contrató para dirigir el Teatro Nacional. Allí dirigió, entre otras obras, Cuando un pobre se divierte (1921) de Alberto Vacarezza; también hizo trabajo de dirección para otras compañías e intérpretes: Compañía Nacional de Sainetes, Comedias, Revistas Arata-Mancini en 1923 en el Teatro Porteño; César Ratti en el Teatro Apolo en 1930; Olinda Bozán en el Teatro de la Comedia en 1932; la compañía Cicarelli-Bustos-Mutarelli en el Teatro Cómico en 1932; la compañía Arellano de Espectáculos Populares en 1935; Pierina Dealessi en el Teatro Liceo en 1939; Fernando Ochoa en 1940 y los hermanos Ratti en el Apolo en 1942, realizando su última puesta con La peor del colegio.
En la década de 1930 trabajó en la radio, generalmente como director de compañía y a veces como libretista, habitualmente en temas camperos.
Escribió unas 20 obras musicales, en general tangos y temas camperos, de los cuales  Gardel grabó Ya pa’ qué y Pa’ qué más, el estilo Gaucho sol y, la cifra Luna gaucha.  En colaboración con Julio De Caro hizo Tierra adentro y con música de Héctor Artola la marcha Canto a la vida.

## Valoración
La nota necrológica de La Nación reproducida por Jorge Nielsen decía:

“Hombre de una segura intuición teatral y un gran amor por todas las cosas criollas, fue, verdaderamente, el primer director que tuvo el teatro nacional, y de ahí que, aunque su figura, en estos últimos años, se esfumara un poco en el retiro y su labor no continuara con el brillo prominente de sus mejores épocas, tiene toda la significación de un iniciador, de un guía, de un hombre que llevó nuestros mejores autores y nuestros primeros intérpretes de su mano, fuerte y leal. Aunque hayan pasado las modas y cambiado los hombres, aunque Supparo, como su espíritu, recio y criollo, no continuara la evolución de los géneros, queda en ese pasado enhiesto, dominado con arrogancia de árbol, pues algo de árbol tenía en su físico de tronco añoso y en la sombra protectora, que sobre tantos han proyectado”

## Filmografía
Actor
- Nobleza gaucha    (1937)
- Ya tiene comisario el pueblo    (1936)
- Ayúdame a vivir    (1936) .... Abuelo

Compositor
- La que no perdonó    (1938)
- Ayúdame a vivir    (1936) (letra)

Dirección de diálogos
- ...Y los sueños pasan